# Edu (football, 1947)
Pour les articles homonymes, voir Edu et Antunes.
Eduardo Antunes Coimbra appelé tout simplement Edu (né le 5 février 1947 à Rio de Janeiro au Brésil) est un ancien joueur, devenu entraîneur de football brésilien.
Il s'agit du frère aîné et de l'assistant du légendaire footballeur de l'équipe du Brésil Zico, appelé le Pelé Blanc. Son neveu Thiago Coimbra est également footballeur et évolua à Flamengo.

## Biographie

### Joueur
Issu d'une famille modeste originaire de Quintino (Rio de Janeiro) d'origine portugaise. Son père était gardien de but, et ses trois frères furent également footballeurs professionnels (dont Zico, l'international brésilien).
Il est considéré comme un des plus talentueux dribbleurs de sa génération et comme le meilleur joueur de tous les temps du club carioca de l'América Football Club où il sera formé pendant 6 ans de 1960 à 1966, avant d'y commencer sa carrière chez les pro en équipe première de 1966 à 1974. Il jouera avec ce club pas moins de 402 matchs et inscrira 212 buts (sois une moyenne de plus d'un but tous les deux matchs, ce qui en fait le 2e meilleur buteur de l'histoire du club).
Il jouera ensuite dans le même club que son frère Zico en 1967 à Flamengo, et terminera sa carrière dans plusieurs petits clubs brésiliens.

### Entraîneur
Edu entama ensuite sa carrière d'entraîneur en 1982 en partant s'occuper de son club de cœur, l'América FC où il restera une année avant d'être nommé sélectionneur du Brésil où il fera évoluer son frère.
Il sera ensuite entraîneur de quelques clubs brésiliens et l'Irak avant d'être l'assistant de son frère dans les clubs entraînés par Zico, comme le Fenerbahçe où il assistera son frère avec Oscar Silva (père de Roberto Carlos), le conditionneur physique Moraci Sant'anna, Sebastião (oncle de Marco Aurélio), et le frère d'Edu Dracena (qui feront respectivement venir beaucoup de joueurs brésiliens au club).
Il partira ensuite suivre son frère pour l'assister dans ses nouveaux clubs comme au CSKA Moscou en Russie où à l'Olympiakos Le Pirée en Grèce.

## Palmarès

### Joueur
- Copa Rio Branco 1967 : (Brésil)
- Coupe Guanabara : 1974 (América FC)
- Championnat de Bahia : 1975 (EC Bahia)

### Entraîneur
- Coupe de Rio : 1982 (CR Flamengo)
- Tournoi des Champions : 1982 (América FC)
- Championnat du Paraná : 1989 (Coritiba FC)
- Championnat de Rio de Janeiro : 1990 (Botafogo)
- Championnat de Turquie : 2007 (Fenerbahçe)

### Individuel
- Meilleur buteur du Tournoi Roberto Gomes Pedrosa : 1969